# Acalypha carrascoana
Acalypha carrascoana é uma espécie de flor do gênero Acalypha, pertencente à família Euphorbiaceae.